# Bernard Konieczny

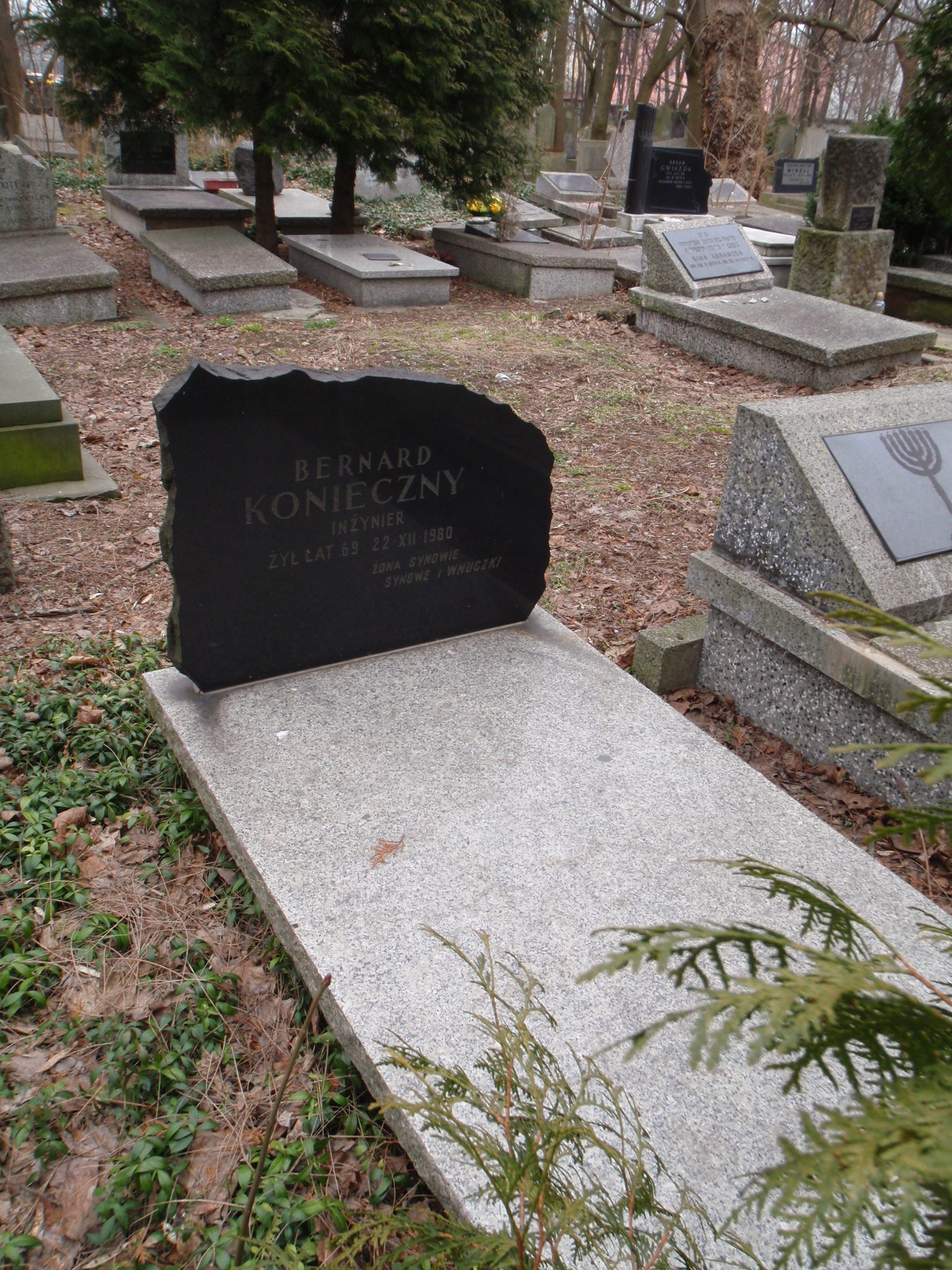
Grób Bernarda Koniecznego na cmentarzu żydowskim przy ul. Okopowej w Warszawie

Bernard Konieczny, pierwotnie Bornstein (ur. 18 stycznia 1911 w Tarnowie, zm. 22 grudnia 1980 w Warszawie) – polski inżynier, funkcjonariusz aparatu bezpieczeństwa PRL żydowskiego pochodzenia.

## Życiorys
Od września 1945 pracował m.in. jako zastępca p.o. naczelnika Wydziału II Departamentu IV Ministerstwa Bezpieczeństwa Publicznego i naczelnik Wydziału III Departamentu IV MBP. Od maja 1949 był wicedyrektorem Departamentu IV MBP. W latach 1956–1967 był zastępcą dyrektora Biura „T” (Techniki Operacyjnej) w Ministerstwie Spraw Wewnętrznych w stopniu pułkownika.
W 1956 był delegowany służbowo do ZSRR, w 1957 i 1959 do NRD, a w 1958 do Rumunii.
Jako jedyny wśród wiceministrów, dyrektorów i wicedyrektorów MBP zadeklarował wyznanie mojżeszowe. Zwolniony 31 sierpnia 1967. Zmarł w Warszawie. Pochowany jest na cmentarzu żydowskim przy ulicy Okopowej.